# アルノルト・ロゼ
アルノルト・ヨーゼフ・ロゼ（Arnold Josef Rosé, 1863年10月24日：ヤシ - 1946年8月25日：ロンドン）は、ルーマニア出身でオーストリアで活動したユダヤ系ヴァイオリニストで、アルマ・ロゼの父。ウィーン・フィルハーモニー管弦楽団のコンサートマスターを57年にわたって務め（65歳で定年となる現在ではこの記録が破られることはない）、ロゼ四重奏団を主宰した。日本ではしばしばロゼーと表記される。

## 生涯
モルダヴィアのヤシに生まれる。当時、アルノルトの一家はローゼンブルーム (Rosenblum) の姓を名乗っていた。7歳の頃から音楽教育を受ける。その才能がウィーンの名教師であったカール・ハイスラーの目に留まり、10歳の時にウィーン国立音楽院への入学を許される。
1879年にライプツィヒ・ゲヴァントハウス管弦楽団と共演してデビューした。
1881年から1938年までの長きにわたりウィーン国立歌劇場管弦楽団とウィーン・フィルハーモニー管弦楽団の第1コンサートマスターとして君臨した。
1882年にはエッガールト、ロー、弟のエドゥアルト・ロゼとともにロゼ四重奏団を組織し、1890年11月11日には、ブラームスの弦楽五重奏曲第2番を初演した。また、第一次世界大戦時代には、皇帝フランツ・ヨーゼフの誕生日に毎年ハイドンの弦楽四重奏曲第77番「皇帝」を演奏していた。
また、1888年から1896年にかけてはバイロイト祝祭劇場管弦楽団のコンサートマスターも度々務めた。
1902年3月11日（10日とする資料もある）にはグスタフ・マーラーの妹・ユスティーネと結婚した。ウィーン宮廷歌劇場の音楽監督であったマーラーは、オーケストラ団員の中で唯一ロゼとのみ個人的な関係を築き、団員のお目付役とした。
しかし、ナチの台頭とオーストリア併合はロゼの立場を一気に激変させた。オーストリア併合後、ロゼはただちにコンサートマスターの地位を追われ国外追放処分を受け、ロンドンに逃れた。娘のアルマはゲシュタポに逮捕され、アウシュビッツで悲劇的な死を遂げた。ロゼはナチ第三帝国の崩壊をロンドンで見届け亡くなった。
ウジェーヌ・イザイ曰く、「ロゼがソリストとして躍進を遂げなかったことは、他の全てのヴァイオリニストにとっては幸運であった」とあるように、ロゼはコンサートマスターとしての力量もさることながら、ソリストとして独り立ちしていたならば、世界有数のヴァイオリニストになっていた可能性もある。しかし、実際にはソリストとしての道もありながら、最終的にはその可能性を自ら捨て、世界最高峰のオーケストラと四重奏団のトップとしてその座に君臨し続けた（ただし歴史に翻弄されて、生涯その地位を全うすることは叶わなかった）。
なお、ロゼがウィーン・フィルにメンバーとして所属したのは1881年から1901年、および1929年から1938年のみである。1925年と1926年はメンバーではなくゲスト・コンサートマスター、1881年から1938年にコンサートマスターとして所属したのは歌劇場管弦楽団のみである。以下、ウィーン・フィルからの報告による
Arnold Rosé was a member of the VPO between 1881-1897, 1898-1901,
guest concert master in 1925 and 1926, returned in 1929, until 1938.
In all these periods he was concert master in the opera though.)

## 教育活動
1909年から1924年まではウィーン音楽アカデミーの教授も務めた。また、アカデミーの入学試験の審査員のトップも務めた。

## 演奏スタイル、録音など
ロゼはレコード技術が十分発達しない時期としては、小品ばかりそれなりのレコードの枚数を録音している。しかし、それらのレコードは音質などの面でロゼの芸術を正しく伝えているとは言えない（レコードの中には、録音技師の声が混入しているものもある）。したがって、残されている録音からロゼの演奏スタイルを論じるのはやや無謀である。
なお、ロゼの録音はソロとロゼ四重奏団でのものがほとんどであるが、例外的にウィーン・フィルを指揮したレコードも1曲だけ残されている。1936年、ベートーヴェンの『アテネの廃墟』序曲を指揮したもので、これは本来『英雄』に続きワインガルトナーが指揮して録音する予定であったが、ワインガルトナーが疲労のために拒否し、ロゼが代演で指揮して録音したものである（『英雄』の最終面のマトリックスは'CHAX-123'で1936年5月23日録音、『アテネの廃墟』のマトリックスは'CHAX-124'で同日録音）。
ロゼの演奏スタイルは、ヴィブラートを抑制しつつ絹のように繊細な音色と高度なボーイング技術によって、まさに高潔といえる演奏を成し遂げている。ヴィブラートの使用に関しては、同じウィーンの大ヴァイオリニストであるフリッツ・クライスラーとは対極にあり、音色を汚さないため多用することを避けている（これは当時のウィーン･フィルの弦楽器群の特色でもある）。また実際にクライスラーがウィーン･フィルの入団試験を受験した際に、審査員だったロゼが「音楽的に粗野」「初見演奏が不得手」という理由で、クライスラーを失格させた。
ウィーン･フィルの楽団長だったオットー・シュトラッサーは入団試験の際、ある曲でヴィブラートをたっぷりかけて歌わせた時、「そんなにヴァイオリンを啼かせるものではない」と審査員のロゼに言われたという。